# Polisportiva Benevento 1975-1976
Questa voce raccoglie le informazioni riguardanti la Polisportiva Benevento nelle competizioni ufficiali della stagione 1975-1976.

## Rosa
| N. |                   | Ruolo | Calciatore          |
| -- | ----------------- | ----- | ------------------- |
|    | Italia (bandiera) | C     | Arturo Bertuccioli  |
|    | Italia (bandiera) | C     | Nicola Bovari       |
|    | Italia (bandiera) | C     | Enrico Cannata      |
|    | Italia (bandiera) | C     | Riccardo Caruso     |
|    | Italia (bandiera) | D     | Roberto Cazzani     |
|    | Italia (bandiera) | D     | Gian Franco Cornaro |
|    | Italia (bandiera) | A     | Giuseppe Fichera    |
|    | Italia (bandiera) | D     | Primo Fontana       |
|    | Italia (bandiera) | D     | Carlo Fracassi      |
|    | Italia (bandiera) | A     | Paolo Franceschelli |

| N. |                   | Ruolo | Calciatore           |
| -- | ----------------- | ----- | -------------------- |
|    | Italia (bandiera) | P     | Claudio Garzelli     |
|    | Italia (bandiera) | A     | Procolo Iancarelli   |
|    | Italia (bandiera) | A     | Gianclaudio Iannucci |
|    | Italia (bandiera) | A     | Sandro Magnini       |
|    | Italia (bandiera) | D     | Mauro Niccolai       |
|    | Italia (bandiera) | P     | Bruno Orazi          |
|    | Italia (bandiera) | A     | Domenico Penzo       |
|    | Italia (bandiera) | D     | Roberto Ranzani      |
|    | Italia (bandiera) | C     | Carlo Sartori        |
|    | Italia (bandiera) | D     | Francesco Zana       |